# 7012 Hobbes
7012 Hobbes eller 1988 CH2 är en asteroid i huvudbältet som upptäcktes den 11 februari 1988 av den belgiske astronomen Eric W. Elst vid La Silla-observatoriet. Den är uppkallad efter den brittiske filosofen Thomas Hobbes.
Asteroiden har en diameter på ungefär 4 kilometer och den tillhör asteroidgruppen Vesta.